# Emma Morano
Emma Martina Luigia Morano  (Civiasco, 29 de novembro de 1899 — Verbania, 15 de abril de 2017) foi uma supercentenária italiana que foi  a pessoa mais velha do mundo de 12 de maio de 2016 até a data de sua morte aos 117 anos e 137 dias.
É a italiana comprovadamente mais longeva de todos os tempos, a segunda da Europa, sendo superada apenas pela francesa Jeanne Calment e a sexta pessoa mais velha verificada de todos os tempos. Foi também a última sobrevivente entre pessoas nascidas nos anos 1800. Como o século XIX terminou em 31 de dezembro de 1900, na data em que Emma Morano se tornou na pessoa mais velha do mundo estavam vivas mais duas pessoas nascidas naquele século (Violet Brown e Nabi Tajima).
A longevidade da família de Emma Morano (teve uma irmã que morreu aos 102 e a mãe de ambas aos 95) foi estudada pela Universidade Harvard

## Biografia

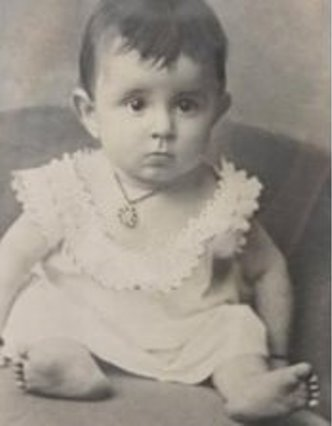
Emma com um ano em 1900.

### Início da vida
Emma Martina Luigia Morano nasceu num pequeno vilarejo no norte da Itália filha de Giovanni Morano e Matilde Bresciani, sendo a mais velha de oito filhos, sendo cinco filhas e três filhos. Vários membros de sua família foram longevos, como sua mãe, uma tia e alguns de seus irmãos que viveram por 90 anos. Sua irmã, Angela Morano (1908-2011) morreu com 102 anos de idade. Emma e Angela eram as irmãs vivas mais velhas da Itália até que Angela morreu.
Quando criança, a família mudou-se do Vale Sesia para o Vale Óssola devido ao trabalho de seu pai, mas o clima era tão insalubre que um médico a aconselhou a família a viver em algum lugar com um clima mais ameno para que ela se mudou para Pallanza, às margens do Lago Maior, onde viveu grande parte da vida. Em outubro de 1926, ela se casou com Giovanni Martinuzzi (1901-1978) e em 1937 nasceu seu único filho, Angelo Martinuzzi, que morreu quando  tinha apenas seis meses de idade. O casamento não foi feliz, assim, em 1938, Morano decidiu separar-se de fato do marido, embora tenham permanecido oficialmente casados até a morte dele. Até 1954, Morano trabalhava para a Indústria Maioni, uma fábrica de juta em sua cidade. Depois conseguiu outro emprego como cozinheira do "Collegio Santa Maria", um internato marianista em Pallanza, onde ficou até os 75 anos, quando se aposentou.

### Vida posterior

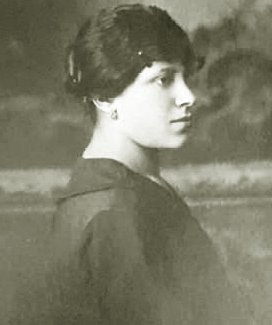
Emma Morano em 1920.

Morano ainda vivia sozinha em sua casa até seu 115º aniversário. Quando perguntada sobre o segredo de sua longevidade, Morano disse que nunca tinha usado drogas, come três ovos por dia, bebe um copo de brandy caseiro, e saboreia um de chocolate às vezes, mas, acima de tudo, ela pensa positivamente sobre o futuro. Emma Morano credita sua longa vida à sua dieta de ovos crus.
Em 2011, Morano foi visitada como parte de um estudo mundial realizado pela George Church da Harvard Medical School para estudar o segredo de sua longevidade. Em dezembro de 2011, ela foi premiada com a honra de Cavaleiro da Ordem do Mérito da a República Italiana pelo então presidente Giorgio Napolitano.
Morano tornou-se a pessoa mais velha na Itália e na Europa depois da morte de Maria Redaelli em 2 de abril de 2013. Por ocasião do seu 114.º aniversário, deu uma entrevista de TV ao vivo à RAI. Em seu 116.º aniversário Morano recebeu felicitações do Papa Francisco. Sua festa de aniversário de 117.º anos em 29 de novembro de 2016, foi transmitida ao vivo em toda a Itália.
Emma viveu independente até aos 115 anos.
Martina explicou que o segredo da sua longevidade é evitar medicamentos, beber "grappa" (aguardente italiana) e, sobretudo, comer três ovos por dia. Sofrendo de anemia, quando tinha 20 anos - logo após a Primeira Guerra Mundial - Emma Morano foi aconselhada por um médico a comer três ovos por dia, crus ou cozidos. A italiana seguiu escrupulosamente esta dieta e, provavelmente, já comeu mais de 100 mil ovos.
Emma continuou até ao fim da sua vida a seguir uma dieta alimentar que os nutricionistas não recomendariam. Sempre comeu poucos legumes e pouca fruta.

### Morte
Morano morreu em sua casa na Verbania, Itália, em 15 de abril de 2017, com 117 anos e 137 dias. Até esse momento, ela era a pessoa viva mais velha do mundo e uma das cinco mais velhas registradas na história. Era conhecida como a última pessoa viva nascida nos anos 1800 cuja idade tinha sido verificada independentemente. Após sua morte, Violet Brown tornou-se a pessoa mais velha do mundo.

## Condecoração
- Cavaleiro da Ordem do Mérito da República Italiana